# Осман (посёлок)
Осман — посёлок в Новокузнецком районе Кемеровской области. Входит в состав Кузедеевского сельского поселения.

## География
Центральная часть населённого пункта расположена на высоте 260 метров над уровнем моря.

## Население
По данным Всероссийской переписи населения 2010 года, в посёлке Осман проживает 84 человека (48 мужчин, 36 женщин).